# Wolfgang Laue
Wolfgang Laue (* 24. Februar 1929 in Leipzig; † 1996) war ein deutscher Marineoffizier, zuletzt Konteradmiral der Volksmarine, den Seestreitkräften der DDR. 

## Militärische Laufbahn
Der Sohn eines Straßenbahners wurde 1945 nach seinem Schulbesuch, den er mit der Mittleren Reife abschloss, mit 16 Jahren in die Wehrmacht eingezogen. Als Soldat geriet er in englische Kriegsgefangenschaft, aus der er nach kurzer Zeit entlassen wurde. 
Noch im Jahr 1945 nahm Laue eine Lehre zum Elektromonteur in Leipzig auf, die er 1948 erfolgreich abschloss. Anschließend arbeitete er bis 1949 als Monteur. Von 1949 bis 1952 studierte Laue an der Ingenieurschule in Berlin. 1952 trat er der SED bei. Am 1. August desselben Jahres trat Laue in die bewaffneten Organe der DDR ein, wo er zunächst als Offizier für Elektrotechnik bei der Hauptverwaltung Seepolizei Verwendung fand. Anschließend tat Laue als Offizier bei der Bauaufsicht auf der Volkswerft Stralsund und später der Peenewerft in Wolgast Dienst.
Von 1953 bis 1954 war Laue Offizier für Elektrotechnik bei der Volkspolizei See und im Anschluss daran bis 1956 Schiffbauingenieur für Mineneigenschutz. Von 1956 bis 1960 studierte er an der Seekriegsakademie in Leningrad. Von 1961 bis 1963 war Laue Leiter der Unterabteilung Forschung und Entwicklung beim Wissenschaftlich-Technischen Zentrum im Kommando der Volksmarine und anschließend bis 1965 Leiter der Unterabteilung Schiffsbautechnik im selben Kommando. 1965 wurde er Stellvertretender Chef der Verwaltung für Beschaffung für Schiffbau und ab 1972 Chef der Verwaltung Schiffbau im Ministerium für Nationale Verteidigung. Diesen Posten hielt Laue bis zu seinem Eintritt in den Ruhestand am 31. August 1989 inne. Zuvor war er am 7. Oktober 1982 zum Konteradmiral ernannt worden.

## Auszeichnungen
- Kampforden „Für Verdienste um Volk und Vaterland“ in Gold